# SIG Pro半自動手槍
SIG Pro是一系列由西格&紹爾所研製和生產的全尺寸軍用型半自動手槍，發射9×19毫米、.40 S&W和.357 SIG這三種手枪子彈。
這是上述所有槍械公司第一款使用聚合物底把的手槍以及第一種款設有內置通用配件導軌和可更換式握把的手槍之一。該槍採用大容量彈匣，在護身方面具有可令人信服的優異性能。

## 歷史
1985年以後，配用聚合物底把的奧地利格洛克手槍幾乎占領許多國家的軍警手槍市場，從而促使許多公司研發聚合物底把手槍。為了占領手槍市場，1999年，瑞士SIG向市場推出了配用聚合物底把的SIG Pro半自動手槍系列，試圖在手槍市場上佔領一席之地。
SIG Pro半自動手槍在西格&紹爾的銷售定位是在競爭日益激烈和以預算為主要導向的執法機關市場之中，作為與“古典”系列西格&紹爾手槍分開的輕量級和緊湊型半自動手槍。SIG Pro半自動手槍沒有采用“在現有系列手槍引用聚合物材料降低成本”的簡單做法，而是重新設計以聚合物底把爲標准配件的SP系列手槍，並將銷售産品明確分爲古典系列（從P220系列開始的金屬底把手槍）和新型SP系列。産品宣傳中不是宣稱“SP系列比P220系列優良”，而是將SP系列作爲與過去金屬底把手槍相比有不同特征的新産品，並且推行兩個系列産品並行銷售的方針，從而避免由于SP系列手槍的銷售使消費者産生對金屬底把手槍感到不安的心態。該手槍是兩間著名的歐洲武器製造商之間的繼續展開合作的成果：分別是瑞士諾伊豪森的SIG（現在的瑞士輕武器公司），和德國JP西格&紹爾父子公司。正如這兩家公司之間的其他合資企業，這些手槍有時被稱為“西格&紹爾”（SIG-Sauer）。
SIG Pro半自動手槍系列最初研製時的型號是在1998年中期推出的.40 S&W口徑的制式手槍，並且在1998年6月以SP2340的型號推出。首推.40 S&W口徑是由於當時警用及自衛用手槍多數配用.40 S&W手槍子彈，使用該彈藥的話可在彈匣容量受到嚴格限制下增強停止作用，而且格洛克等也具有配用該彈的手槍型號；隨後不久，再推出經更換槍管以後可發射.357 SIG口徑手槍子彈版本（並且保留了相同型號的名稱）。約一年後，為了應對於型號上的需求，再推出9×19毫米魯格口徑衍生型：SP2009並投入生產。後來又推出了長度和高度都略有縮減的緊湊型SPC2009。
2000年，即SP系列手槍上市後不久，瑞士西格公司將其輕武器分部SIG Arms賣給瑞士軍工以後，仍繼續獨立研發與經營，只是新產品改用“西格&紹爾”的名稱。2002年，德國紹爾父子有限公司為了參加法國政府執法機構（包括警察與國家憲兵隊）手槍選型試驗，參加競選的有西格&紹爾、貝瑞塔、黑克勒&科赫、埃斯塔勒國營工廠、格洛克、CZ-UB、儒格、瓦爾特、史密斯威森等公司。紹爾公司推出了在SP2009基礎上專門為法國政府改進的新型號，並根據法國政府招標要求打算讓手槍的使用期限至少20年命名為西格&紹爾SP2022手槍。在法國政府的招標中，最後只剩下SP2022與HK P2000和兩者較量，儘管兩槍的性能相當，但西格&紹爾公司的SP2022每支槍的標價€280較低而獲勝。2003年，該槍被選中並簽訂合同，法國政府最終採購量達270,000把以上，要求2007年下半年至2008年初交貨。計劃將會全面取代目前法國執法機構中使用的多種不同型號的手槍，包括110,000把PAMAS-G1（法國生產的貝瑞塔92F手槍）。
及後，該手槍又開始爭奪美國市場，西格&紹爾手槍的銷售形勢空前大好，接連不斷接到美國政府訂貨，2005年接受美國國土安全部大量訂貨，總額達﹩23,700,000，其中有美国海岸警卫队的訂貨達﹩4,200,000，美国食品药品监督管理局亦是其中一個最大的客戶。另外由於美國警察可以自行選擇執勤用的槍支，而SIG Pro半自動手槍的質量比較小，尺寸也適中，便於隨身攜帶，所以有些警察會自己購買這種手槍使用，大多數警察選擇的是.40 S&W口徑的SP2340手槍。從而改變了長期以來格洛克手槍在執法機構市場占絕對優勢的局面。
2005年1月，西格&紹爾在正式場合宣佈SP2022被美国陸軍裝甲及武器指揮部（TACOM，現稱：美國陸軍裝甲及武器壽命週期管理司令部）選中後採買了五千把並成為其制式手槍之一（另外一款是儒格P95，同樣採買了五千把）。於是，SP2022成爲繼SIG P228（美国陆军制式名稱為M11）之後的美軍制式手槍。對西格&紹爾而言，最重要的是獲得了美國政府訂購，這樣就可以借機揚名，繼續推出SP2022的市售型同格洛克手槍對抗，以爭奪美國民用手槍市場。同時，該槍還竭力爭奪民用手槍市場。由於它在法國、美國等國的軍警界均具有很大的市場，SP2022可謂軍警通用手槍的後起之秀，正在與格洛克手槍爭奪市場。

## 設計細節
SIG Pro半自動手槍系列可與西格&紹爾P220手槍系列相比的特征，就是由於採用聚合物材料，使零售價便宜﹩100至200。SP2340可以說是小型系列的SIG P229半自動手槍的衍生槍型，其零售價與SP2009一樣為﹩400，比P229的售價（﹩600）低，比售價分別是﹩562的格洛克37手槍和﹩548的儒格P345都要低。因而SIG Pro系列在市場價格戰中頗具魅力。除了價格優勢外，SP系列手槍套筒的操作性能十分優秀；而且採用模塊式結構，以便生産、組裝和維修，小型輕便而且容易操作也是其橫闖市場的有利因素。
SIG Pro系列是一款槍管短行程後座作用操作、閉膛待擊的半自動手槍，並採用了由約翰·白朗寧首創的凸輪操作式閉鎖系統，槍管藉由套筒上擴大的拋殼口鎖定到位，槍管彈膛下方的橢圓孔亦與P210、CZ 75相同。套筒後退時，空槍挂機的軸與槍管後端橢圓孔的開鎖斜面相互作用，使槍管尾端向下傾斜，槍管與套筒脫離，實現開鎖。套筒複進時，空倉掛機的軸與橢圓孔的閉鎖斜面相互作用，使槍管尾端上擡，閉鎖突筍進入套筒的閉鎖槽，實現閉鎖。
SIG Pro系列可說是繼承了西格&紹爾P220手槍等的SIG經典手槍系列的閉鎖方式及基本結構，遵循西格&紹爾手槍其他成員從1960年代以來的設計特點。只是由以往的P220手槍系列都採用的金屬製底把，改為現在SIG Pro系列所採用的聚合物製一體式套筒座與握把，其好處是減少了质量。而套筒則是由不鏽鋼棒料切削加工所製成，表面作黑色啞光處理，其結構比P220的衝壓钢製套筒更為牢固，防鏽性能亦有所增強。機械瞄具嵌在套筒頂部。

### 模塊化手槍
此外SIG Pro系列是一種模塊化手槍，所謂模塊化是指兩點：第一點是具有可拆卸後更換的握把套。而第二點是發射機構控制模塊也可以隨意更換。
SIG Pro系列的塑料製或橡膠製握把套可以很容易並隨意地更換成不同的尺寸，這種設計是為了適合不同手掌大小的使用者的需要。SIG Pro系列的可更換握把設計與瓦爾特P99和HK P2000不同，並非通過更換握把背板來改變握圍而是更換整個握把套來改變握圍。SIG Pro系列具有三種不同大小和形狀的握把套提供。更換時只要鬆開卡扣並把原來的握把套拉出來，再推入另一個新的握把套就完成更換程序，這個過程只需要幾秒鐘而無需工具。模塊化的握把套設計與其他現代手槍是為了適合不同手掌大小的射手的需要。這種類似的具有更換整個握把套而非僅更換握把背板的手槍還有貝瑞塔90two。
SIG Pro系列與其他西格&紹爾手槍均采用傳統的擊錘式擊發機構，同樣可單動或雙動擊發。其發射機構控制設於模塊握把與套筒座後方，並通過兩根銷釘固定在握把邊上，分別是接近頂部和接近底部，只要把銷釘退出來就可以簡便地把整個發射機構控制模塊從槍上取出。這種模塊化結構不但維修方便，而且可以讓使用者能在單／雙動操作（SA／DA）和純雙動操作（DAO）中迅速而任意轉換選擇手槍的發射方式，也便於生產和組裝成不同的型號。

### 扳機

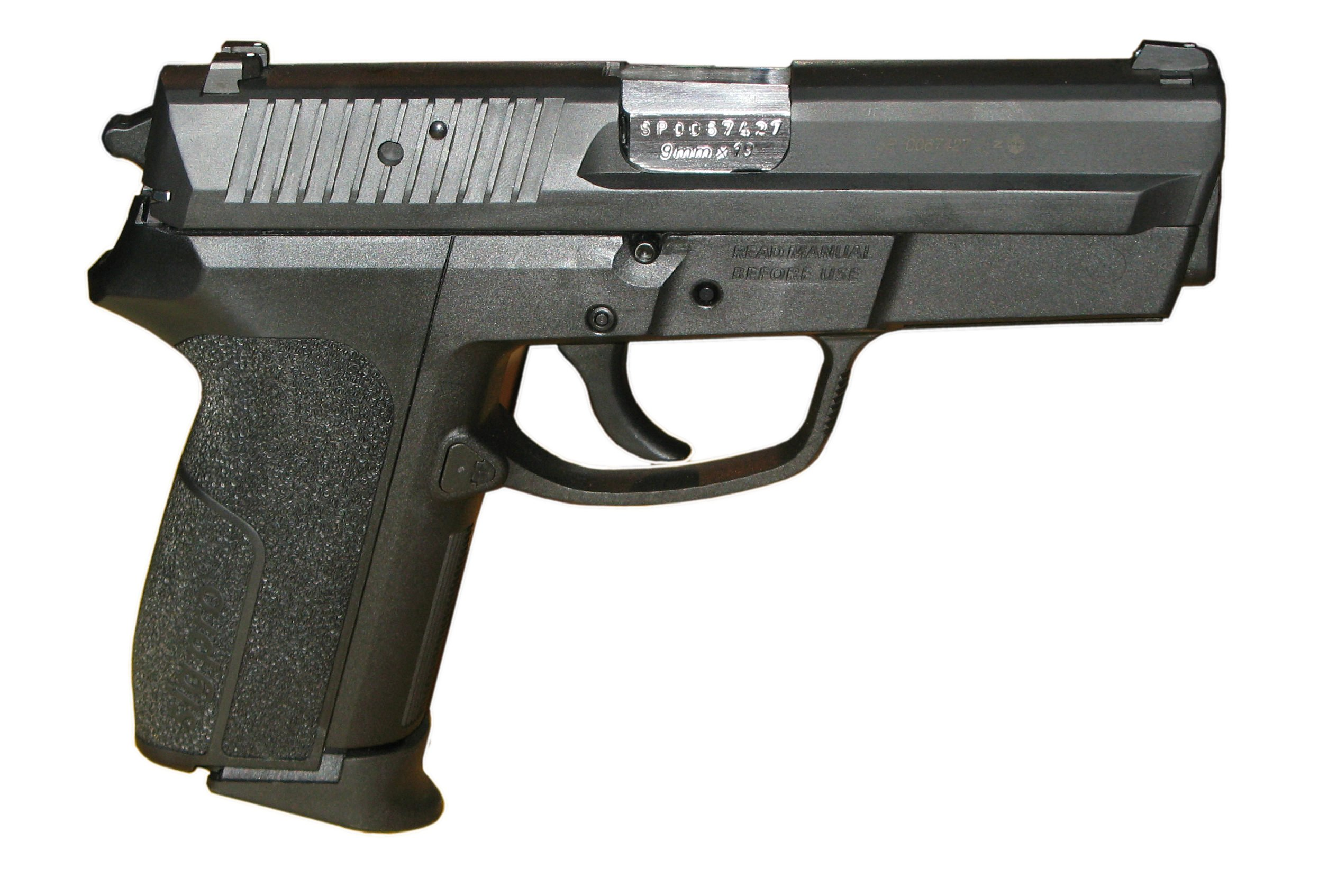
SIG Pro SP2009手槍。

SIG Pro系列於雙動操作時的扳機扣力比較小，這其實也是P220手槍系列一貫受人喜愛之處。但SIG Pro系列扳機的缺點是比以往P220手槍系列要差劣，這是因為重新設計了扳機簧而導致扳機系統變寛了。雖然這改善了可靠性，但卻令扳機扣動起來沒有P220手槍系列那樣平滑，再加上新設計的待擊解脫桿外形限制了右手拇指的位置進而影響了握槍的姿勢，因此使用SIG Pro系列射擊時沒有P220手槍那麼舒服和準確。
而SP2022上的板機比SP2009的薄，主要是為了縮短板機距離，使扳機移動量較小，每次擊發的扳機扣力均一。同時其扳機行程比SP2340、SP2009有所縮短，而且還專門減少了扳機扣力，但仍然不如P220手槍的扳機扣力般平滑（SP2022的扳機扣力單動18牛顿（4.05磅力），雙動45牛頓（10.12磅力））。雖然法國警察平均每年每人只打大約100發實彈練習射擊，平時使用手槍的機會不多。

### 操作桿
整體設計亦與早期的西格&紹爾手槍，例如P220或P226稍有不同，因為在底把上沒有獨立的分解桿，而無彈後定桿看起來比P220系列要大得多和長得多。這樣的原因是西格&紹爾在SIG Pro上採用了捷克CZ 75的分解方式，將無彈後定桿與分解桿的功能合二為一以減少零件數量，但代價是分解動作因而變得比以前不同。彈匣釋放按鈕與P220系列手槍一樣為雙面配置，只是由過去的圓形改為三角形，但這個改變只是為了與全槍的外形線條相配合，純粹是外形設計上的需要。

### 保險裝置

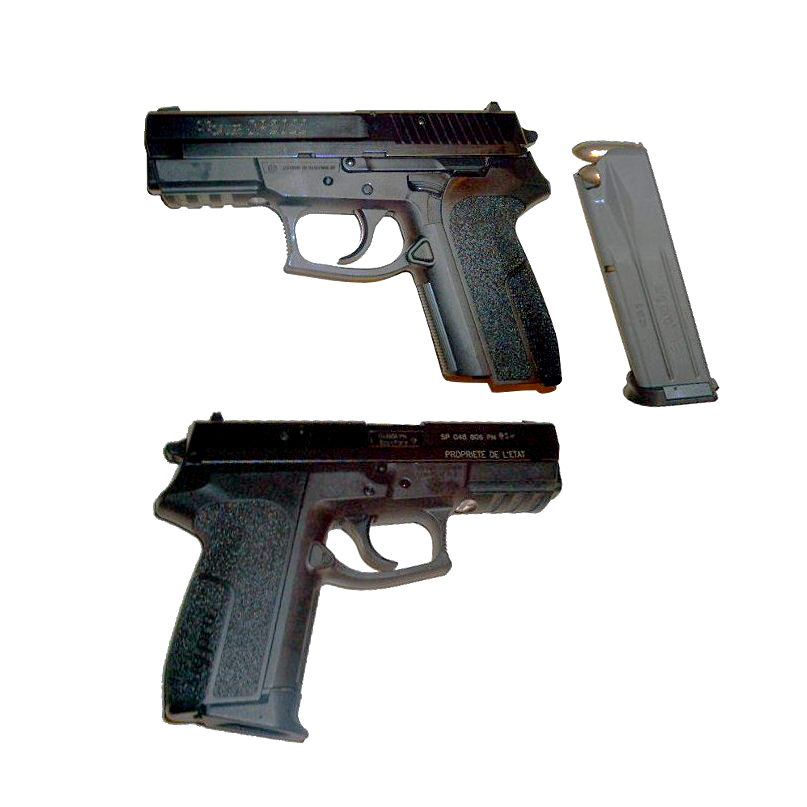
法国國家警察制式SP2022手槍。在套筒前方右側、序列號的底部印有法文「PROPRIETE DE L'ETAT」（意為：國家財產）。

標準型SIG Pro繼承了P220系列手槍的優良安全性，仍然採用了與P220系列的相同的保險機構系統，即省略外部操作的手動保險裝置，而只有在槍身的左側、空槍挂機桿下方和彈匣釋放按鈕的上方仍確實整合了待擊解脫桿（英語：Decocking lever），其首次出現在第二次世界大战時期的绍尔38H上，它可以降低外置式擊錘以鎖上全槍。在膛室裝彈或是發射子彈時，套筒會使擊錘自動地向後方拉下。由於使用了待擊解脫桿，擊錘可以在不使用撞針保險以下向後方拉下，這使得武器在已經使用待擊解脫桿以下不大可能出現走火。除此保險，還有扳機連桿上的解脫子（套筒不到位時，扳機桿始終斷開）、滑動式自動擊針保險卡鎖（始終鎖住擊針不釋放，直到扣動扳機才能解脫，即使手槍不慎跌落也不會走火）和擊錘上的保險卡槽（由於被阻鐵卡入，即使擊鎚位於前方也不會與擊針後端接觸，確保槍械安全攜帶）。這四種保險裝置的設計，保證了SP2022具有超強的安全性能。

### 彈匣

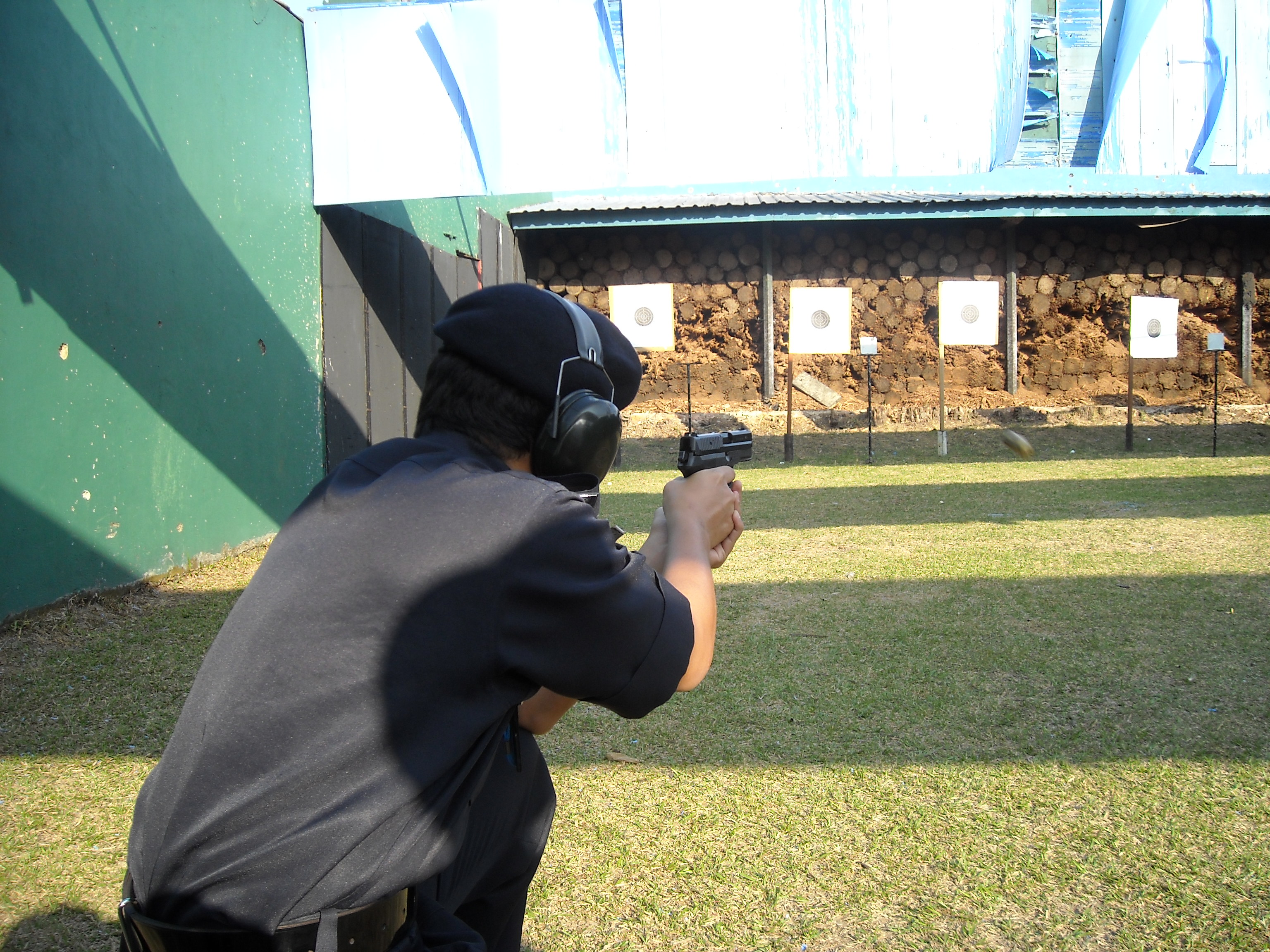
馬來西亞皇家警察人員使用西格&紹爾Pro 2022射擊，彈殼從槍的右側拋出。

SIG Pro系列的彈匣設計取自SIG P229，所以P229的彈匣也完全可以在SIG Pro系列上使用。兩者的惟一區別就是彈匣底座不同，SIG Pro系列具有兩種不同的彈匣底座，一種較長，另一種較短，後者與P229彈匣底座類似，適合在穿著單薄衣服以下隱蔽攜槍時配用。使用者購買彈匣時可以自行選擇，這兩種彈匣底座也可以互換。法國國家憲兵隊則兩種彈匣都訂購了，當穿著單薄衣服時，使用較短底座的彈匣。第一代SP2340的彈匣底座很容易脫落，公司迅速解決了這個問題，第二代彈匣就非常可靠了。
SIG Pro系列的彈匣在意大利分包商Mec-Gar公司為西格&紹爾生產的，9×19毫米口徑的彈匣容量為15發，而.40 S&W和.357 SIG口徑的則為12發，並且在彈匣上有識別標誌以防止誤用。SP2340與SP2009彈匣上的餘彈數觀察孔在側面，左右各有3個標上數字的小圓孔；而SP2022彈匣上的觀察孔排列類似於格洛克手槍彈匣的設計，彈匣側面標有3－15共13個數字，每個數字對應一個孔，供觀察剩餘彈數。
SIG Pro系列的彈匣有一個特點，當彈匣中的槍彈打完後，按下彈匣扣／釋放按鈕後彈匣不會完全退出。但如果彈匣內仍然有彈並且已經推彈上膛，按下彈匣扣／釋放按鈕後彈匣不會完全退出，因為彈匣頂部的槍彈會被向前推出一小段距離，使彈匣掛在槍上，但只要用手輕輕一拉就能把彈匣拉出來。

### 瞄準具與戰術附件
SIG Pro系列的機械瞄具嵌在套筒頂部，與P220系列手槍一樣是片狀准星和矩形缺口式照門。瞄具照門較寬，準星背面和照門缺口兩側共嵌有三個氚光管，以便於夜間瞄準。除SPC2009外的瞄准基線長150毫米（5.9英吋），而SPC2009則是143毫米（5.63英吋）。
在底把前方的防塵蓋，設有安裝附件用的專用導軌，可安裝專用的戰術燈或雷射瞄準器兩種附件。戰術燈使用2節锂电池供電，光通量為95流明，電池可持續工作45分鐘，兩手均能操作的開關設在靠近扳機護環的位置，操作起來比較容易。而激光指示器也採用2節鋰電池供電，可持續工作2.5個小時，而且可調節風偏和高低。這兩種專用附件的外形都採用了適形設計，安裝後外形與底把外形吻合。
雖然就外形設計來說，SIG Pro系列及其附件設計的很漂亮，但從商業角度來說卻是該系列的失敗之處，因為SIG Pro系列無法使用市面上流行的各種通用手槍附件，而且其配套附件也很貴。所以後來為法國生產的SP2022手槍就應用戶要求將防塵蓋的專用導軌改為MIL-STD-1913戰術導軌，這種標准導軌可更廣泛配裝戰術燈、雷射瞄準器等附件。

### 其他附件
每把SP2009或SP2340通常配一本說明書、兩個彈匣和一張測試靶紙，並且以一個厚紙板盒包裝起來。而每把SP2022則配兩個彈匣、一具彈匣快速装弹器、一套擦拭工具（通條、槍刷和槍油）、一具後膛式槍鎖，還有一根供訓練用途的塑料槍管，都放在一個塑料槍盒以內，這些是應法國政府的要求而製做的。

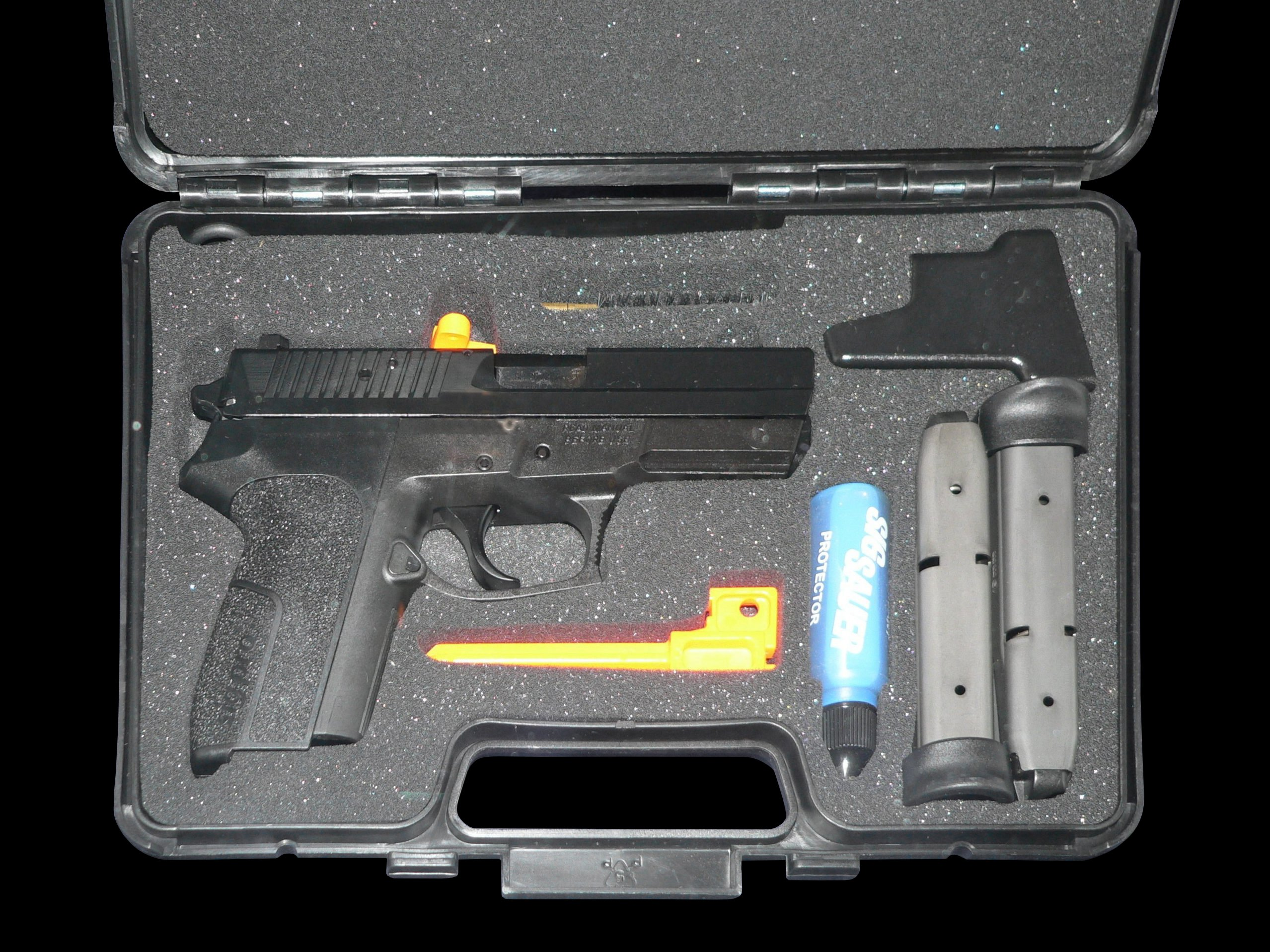
塑料槍盒內的西格&紹爾Pro 2022及其附件。

SP2022的一個有趣的地方就是，在底把的頂面前部上植入了一塊圓形感應芯片。該芯片把手槍的序號和使用者的姓名、單位、性別和習慣用手（左手或右手）等資料都記錄在其中，供丟失時備查，可說是西格&紹爾旗下的「身份證手槍」。法國人還為每一把SP2022各配兩種槍套，一個是隱蔽式的，另一個是外露式的並具有防搶奪功能。SP2022還在握把底部增加了一個保險帶繩環用於系上槍網，這是法國政府的合同所要求的。還有一個小細節就是，SP2022把待擊解脫桿上的突起改在了上方位置。法國定做的SP2022的套筒頂部具有上膛指示器，而向美國出口的SP2022無此裝置。

## 衍生型

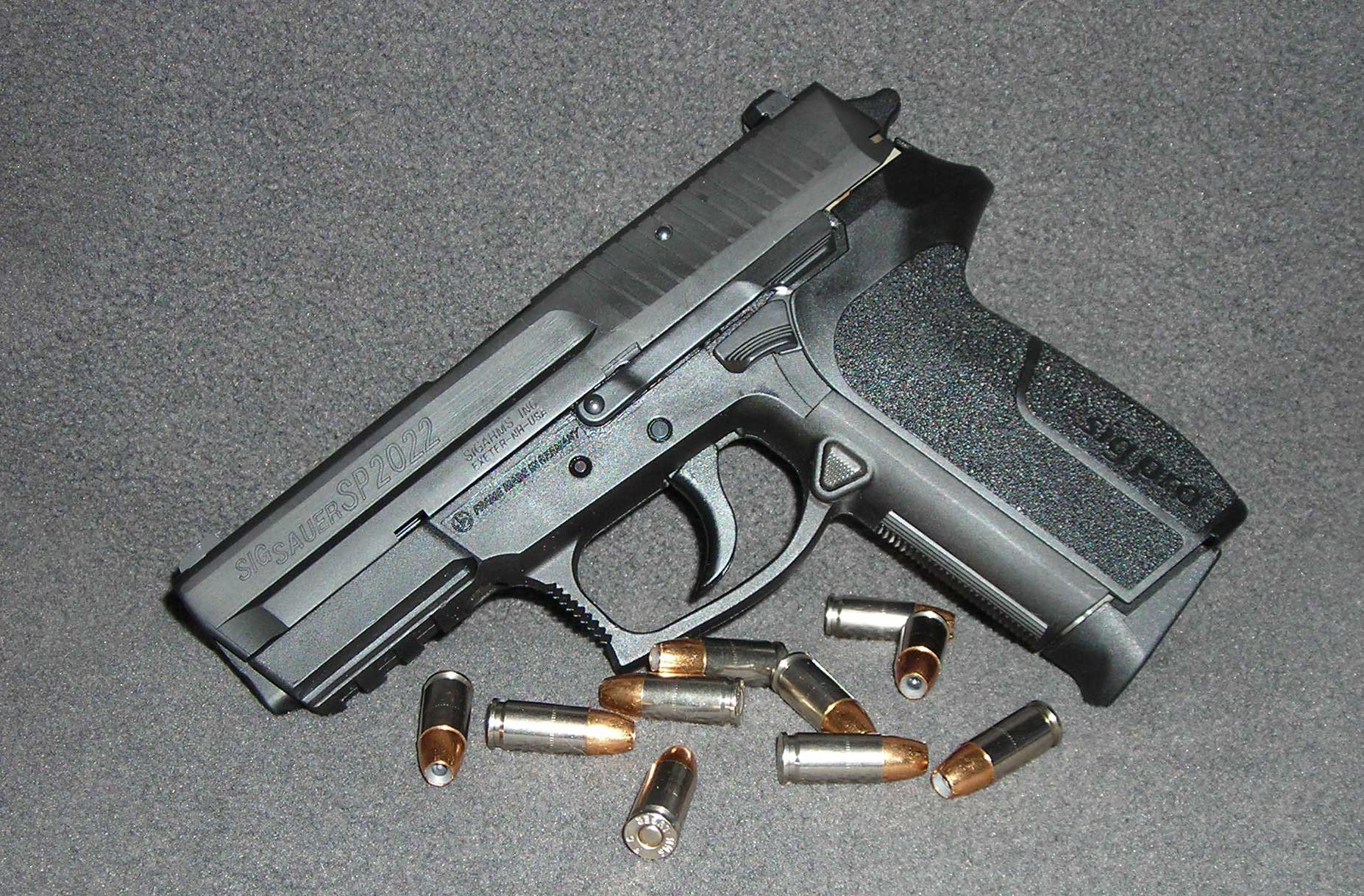
SIG Pro SP2022 9×19毫米口徑手槍。

SIG Pro的標準配置是一把扳機扣力分別是20牛顿（4.5磅力）和44牛頓（10磅力）的單／雙動操作（SA／DA）手槍。SIG亦有提供純雙動操作（DAO）改裝套件。
- SP2340：於1998年推出最初的手槍型號。具有圓形的扳機護環，發射.40 S&W及.357 SIG口徑手枪子彈。
- SP2009：於1998年推出，9×19毫米口徑版本。
- SPC2009：SP2009的縮短版本，採用了91毫米（3.58英吋）長度的槍管，只有9×19毫米口徑。配備了SIG專用附件導軌系統和圓形的扳機護圈。以SPC2022為藍本。
- SP2009-9-BMS：標準型SP2009的衍生型，具有安裝在套筒的手動保險和短扳機。這型號曾對美國民用市場提供一段很短的時間。[8]
- SP2022：SP2009／2340的修改版本。它在2002年開始於法國警察、海關總局、監獄管理和國家憲兵隊服役，並計劃使用壽命為20年，因此而得名。採用前由未來用戶抽樣後進行發射460,000發的破壞性測試，並在以後將SIG Pro修改為遵循SP2022的型式生產。發射9×19毫米、.40 S&W和.357 SIG這三種手枪子彈。手槍配備了一條整體式MIL-STD-1913戰術導軌，取代其它型號配備的SIG專用附件導軌。而扳機護圈前方的形狀亦改為具有手指凹槽的設計，以便使手指能在護圈前方保持。它也可以配備一根外露螺紋槍管以安裝消聲器，例如瑞士布鲁加&托梅（英语：Brügger & Thomet）專門為其製作的衝擊Ⅱ型消聲器。固定開放式瞄準具都藉由燕尾槽嵌在套筒頂部。
- SPC2022：SP2022的更緊湊型版本，只有9×19毫米口徑。SPC2022具有稍為縮短的槍管和套筒，以及平面彈匣底板，這使得握把縮短7毫米。它也配備了MIL-STD-1913戰術導軌和手指凹槽型扳機護圈。[9]

## 精度
雖然SIG Pro系列的扳機不如P220手槍的扳機扣力般平滑是被公認為SIG Pro系列精度比較差劣的原因，但從SP2022在14公尺距離上發射5發子彈的最小散布範圍直徑僅為33毫米（1.3英吋），多組子彈的平均值也只是53毫米（2.09英吋），可見該槍在連續射擊的命中精度上表現仍然相當出色。

## 使用國
- 保加利亚
  - 採用者：憲兵
  - 型號為SP2022
- 哥伦比亚
  - 採用者：國家警察[10]
  - 型號分別是數千把SP2009和120,890把SP2022
- - 採用者：海關
  - 型號為SP 2022
- 法國
  - 採用者：執法部門、國內安全機構（包括國家憲兵、國家警察和海關）[11]
  - 型號為超過250,000把SP2022；為自二戰以來以來的最大的單筆制式手槍訂單
- 伊拉克
  - 採用者：伊拉克軍隊
- 黎巴嫩
  - 採用者：特警隊
  - 型號為SP 2009
- 马来西亚
  - 採用者：马来西亚皇家警察
  - 每批次大約2,000把[12]
- 葡萄牙
  - 採用者：
    - 治安警察局（葡萄牙語：Polícia de Segurança Pública，簡稱：PSP）
    - 共和國國民警衛隊（葡萄牙語：Guarda Nacional Republicana，簡稱：GNR）[12][13]
- 西班牙
  - 採用者：西班牙國民警衛隊[14]
  - 型號為SP 2009
- 瑞士
  - 採用者：憲兵（命名為Pistole 03）[12][15]、某些州警察部門
  - 據悉瑞士軍隊未來會考慮以SIG Pro取代SIG P220作為瑞軍的制式手槍
- 英国
  - 採用者：警察
  - 型號為SP 2022、SP 2009
- 美国
  - 採用者：
    - 美國陸軍裝甲及武器壽命週期管理司令部（TACOM）[1]
    - 美國緝毒局
    - 美國國土安全部
    - 美國食品藥品監督管理局
    - 美國警察

## 流行文化
SIG Pro系列同時出現在不少电影、电视剧、电子游戏和动画裡，例如

### 電影
- 2002年—：型號為SP2009，曾由（马特·戴蒙飾演）所使用，並與幾張護照與現金一同放置於蘇黎世銀行的保險柜裡。
- 2006年—：型號為SP2022，由法希警長（Lieutenant Collet，艾蒂安·奇科特飾演）用在進入利·提賓爵士的私人城堡時。
- 2007年—：型號為SP2022，由（马特·戴蒙飾演）所使用。
- 2010年—：型號為SP2022，由A.J.（海登·克里斯滕森飾演）用作佩槍（英语：Side arm）。
- 2011年—：型號為SP2009，由特別探員洛倫佐·佐伊爾（Lorenzo Zoil，詹森·貝特曼飾演）所使用。
- 2012年—：型號為SP2022，由中央情报局資淺探員馬修·威思頓（Matt Weston，萊恩·雷諾斯飾演）用作為佩槍（英语：Side arm）。
- 2012年—：型號為SP2022，由吉恩·克勞德（Jean-Claude，奧利維爾·雷堡汀飾演）所使用。
- 2015年—：型號為SP2022，裝上消聲器並且由國際恐怖組織「辛迪加」的領導人所羅門·連恩（Solomon Lane，西恩·哈里斯飾演）所使用。

### 電視劇
- 2014年—《24：再活一天》（24: Live Another Day）：型號為SP2009，第12集（播出順序為第204集）「Day 9: 10:00 p.m. – 11:00 a.m.」之中，由Belcheck（布蘭科·托莫維奇飾演）所使用。

### 電子遊戲
- 1999年—：型號為SP2009，為保護傘生物災害對策部隊隊員卡洛斯·奧利維拉（Carlos Oliveira）的初始武器，亦是傭兵專用手槍，為減輕重量而使用不少塑膠材質，射擊速度也比較快。

### 動漫
- 2001年—《NOIR》：型號為SP2340，由大部分Soldat的刺客以及其他敵人所使用。
- 2009年－《Phantom -PHANTOM OF INFERNO-》：型號為SP2340，由前海豹突擊隊員華萊士所使用。
- 2012年—《軍火女王》：型號為SP2022 9mm版本，在第二季成為蔻蔻·海克梅迪亞部隊的制式武器。

## 資料來源
1. 1 2 3 4 5 6 7 8 9 10  .   [2014-08-20]. （原始内容存档于2014-08-21）.
2. 1 2 3 4 5 6 7  .   [2014-08-20]. （原始内容存档于2014-08-21）.
3. 1 2 3 4 5 6 7  .   [2014-08-20]. （原始内容存档于2014-08-21）.
4. 1 2 3 4 5 6 7  .   [2014-08-20]. （原始内容存档于2014-08-21）.
5. 1 2 3 4 5 6 7  .   [2014-08-20]. （原始内容存档于2014-08-21）.
6. 1 2 3 4 5 6 7  .   [2014-08-20]. （原始内容存档于2014-08-21）.
7. 1 2  Ayoob, Massad F., , Gun Digest: 78, 2004
8. ↑  .   [2014-08-20]. （原始内容存档于2013-09-21）.
9. ↑  .   [2014-08-20]. （原始内容存档于2014-08-21）.
10. ↑  .   [2014-08-20]. （原始内容存档于2011-07-16）.
11. ↑  Ayoob, 80
12. 1 2 3  Worthen, Benjamin. . NetGunsmith.com. 2012-04-01  [2011-08-22]. （原始内容存档于2012-06-29）.
13. ↑  .   [2014-08-20]. （原始内容存档于2013-11-01）.
14. ↑  .   [2018-02-01]. （原始内容存档于2016-06-01）.
15. ↑  .   [2014-08-20]. （原始内容存档于2019-02-23）.

## 外部連結
- （英文）—J. P. Sauer & Sohn—official site（页面存档备份，存于）
- （英文）—SIG Sauer.com Official page
- （英文）—SIG Pro SP 2340/SP 2009/SPC 2009 instruction manual[永久]
- （英文）—SIG-Sauer Pro SP 2022 instruction manual
- （英文）—Weaponsystems.net—SIG Pro（页面存档备份，存于）
- （英文）—Remtek.com—
  - SIG SAUER sigpro SP2009（页面存档备份，存于）
  - SIG SAUER sigpro SP2340（页面存档备份，存于）
- （英文）—Modern firearms—SIG-Sauer SIG Pro pistol（页面存档备份，存于）
- （英文）—Weapon.ge—
  - SIG-Sauer SIG Pro SP 2340（页面存档备份，存于）
  - SIG-Sauer SIG Pro SP 2009（页面存档备份，存于）
  - SIG-Sauer SIG Pro SP 2022（页面存档备份，存于）
- （英文）—The Firearm Blog.com—
  - Sig Pro SP2022 Back in Production（页面存档备份，存于）
  - Sig Enhances Commemorative Engraving Program（页面存档备份，存于）
  - SIG Sauer Raided (Again) … I am not sure why our German brothers even bother making guns（页面存档备份，存于）
- （英文）—The Truth About Guns.com—
  - Gun Review: SIG SAUER SP2022（页面存档备份，存于）
  - Slightly New From SIG/Sauer: P2022 FDE（页面存档备份，存于）
- （英文）—Shooting Times.com—New Handguns for 2011（页面存档备份，存于）
- （英文）—Tactical Life.com—
  - SIG SAUER SP2022（页面存档备份，存于）
  - Sig Sauer’s Commemorative Engraving Allows For Unique Customization（页面存档备份，存于）
- （英文）—SIG SAUER Pro SP2022 Pistol（页面存档备份，存于）
- （简体中文）—D Boy Gun World（槍炮世界）—SIG Pro系列（页面存档备份，存于）
- （简体中文）—新浪軍事—武器纵横：美军最新SP2022制式手枪详解（页面存档备份，存于）
- （繁體中文）—Civilian Gunner—SIG PRO（页面存档备份，存于）